# Чаюкско-хамильтепекский миштекский язык
Чаюкско-хамильтепекский миштекский язык (Chayuco-Jamiltepec Mixtec, Cristobál-Chayuco) — миштекский язык, состоящий из двух разновидностей — хамильтепекского и чаюкского диалектов, распространённых в штате Оахака в Мексике.

## Диалекты
- Хамильтепекский диалект (Eastern Jamiltepec-San Cristobal Mixtec, Jamiltepec Mixtec, Mixteco de Jamiltepec, Mixteco de Oaxaca de costa central baja , Mixteco de Santa María Huazolotitlán) распространён в городах Сан-Андрес-Уастальтепек, Санта-Мария-Уасолотитлан, Санта-Элена-Комальтепек, Сантьяго-Тетепек на юго-западе штата Оахака. Письмо на латинской основе.
- Чаюкский диалект (Chayuco Mixtec, Eastern Jamiltepec-Chayuco Mixtec, Mixteco de Chayucu) распространён в муниципалитетах Сан-Агустин-Чаюко и Сент-Катарина-Мечоакан на юго-западе штата Оахака. Есть мечоапанский диалект. Письмо на латинской основе.

## Письменность
Алфавит чаюкского диалекта из издания 1969 года: A a, C c, E e, H h, I i, Ɨ ɨ, L l, M m, Mv mv, N n, Nd nd, Ndy ndy, Ñ ñ, O o, P p, Qu qu, R r, S s, T t, Ty ty, U u, V v, X x, Y y, Z z.